# 車府四
天鵝座ρ（车府四），又名BD+44 3865，HD 205435、SAO 51035、HR 8252，是天鵝座的一颗恒星，视星等为4.02，位于銀經90.74，銀緯-4.58，其B1900.0坐标为赤經21h 30m 13.1s，赤緯+45° -4.58′ 59″。